# ريك جراف
ريك جراف (بالإنجليزية: Rick Graf)‏ هو لاعب كرة قدم أمريكية أمريكي، ولد في 29 أغسطس 1964 في آيوا سيتي في الولايات المتحدة.

## وصلات خارجية
- ريك جراف على موقع مرجع كرة القدم المحترفة.كوم (الإنجليزية)